# Système de Ponzi
Un système de Ponzi, chaîne de Ponzi, fraude de Ponzi ou pyramide de Ponzi est un montage financier frauduleux de type cavalerie, c'est-à-dire qui consiste à rémunérer les investissements des clients essentiellement par les fonds procurés par les nouveaux entrants. Si l'escroquerie n'est pas découverte auparavant, la fraude apparaît au grand jour au moment où le système s'écroule, c'est-à-dire quand les sommes procurées par les nouveaux entrants ne suffisent plus à couvrir les rémunérations des clients. 
Son nom rappelle Charles Ponzi qui est devenu célèbre après avoir mis en place une opération fondée sur ce principe à Boston dans les années 1920.

## Descriptif
Le créateur du système propose un investissement à un taux très attractif. Le taux promis lui permet d'attirer toujours plus de clients, au fur et à mesure que sa réputation s'accroit. La croissance du nombre d'investisseurs lui permet effectivement de rémunérer les premiers investisseurs et de rembourser les quelques clients qui souhaitent retirer leurs fonds, aussi longtemps que ceux-ci ne sont pas trop nombreux. Lorsque les nouveaux arrivants deviennent plus rares, le fonds commence à perdre de l'argent. L'instigateur peut alors s'enfuir avec l'argent restant et les investisseurs qui n'ont pas retiré leur argent perdent leur mise.

## Historique
Les pyramides de ce type sont anciennes. Un des premiers systèmes de Ponzi est mis en place par Adele Spitzeder au royaume de Bavière entre 1869 et 1872.

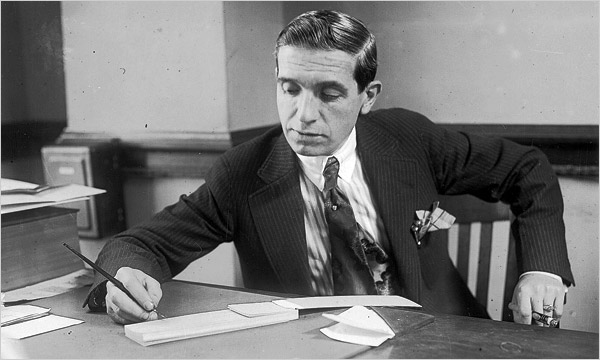
Charles Ponzi en 1920.

Charles Ponzi utilisa ce système en 1919 à Boston, ce qui fit de lui, personne anonyme, un millionnaire en six mois. Les profits étaient censés provenir d'une spéculation sur les coupons-réponse internationaux, avec un rendement de 50 % en 90 jours. Environ 40 000 personnes investirent 15 millions de dollars, dont seulement un tiers leur fut restitué.
L'année 2024 s'est révélée une « année en or pour les pyramides de Ponzi », selon le journal financier Les Échos, qui parle d'environ 3 milliards de dollars, total en très forte hausse, en grande partie en raison de la croissance pour les pyramides dites « de Ponzi » dans le domaine de la cryptomonnaie.

## Cas célèbres
- Adele Spitzeder en Bavière en 1872, est le premier dûment répertorié.
- L’escroquerie de Charles Ponzi.
- L'affaire Hanau en France en 1928.
- L'affaire Stavisky en France en 1934.
- Bernie Cornfeld (1927-1995).
- L'affaire de la Garantie foncière dans les années 1970.
- Dans les années 1990, en Russie, Sergei Mavrodi, son frère Vyacheslav Mavrodi, et Olga Melnikova fondent le fonds MMM (en), qui fonctionne sur un schéma pyramidal et fera perdre, selon les estimations, jusqu'à 10 milliards de dollars investis par 5 à 40 millions de personnes[6],[7],[8].
- La crise économique albanaise en Albanie en 1997, perte de 1,7 milliard de dollars.
- L'affaire Bernard Madoff aux États-Unis en 2008, qui pourrait porter sur 65 milliards de dollars[réf. nécessaire].
- L'affaire Allen Stanford aux Etats-Unis en 2009, escroquerie de 7 milliards de dollars.
- Adel Dridi (arabe : عادل الدريدي) en Tunisie en 2013, escroquerie estimée à 100 millions de dinars tunisiens.
- Ruja Ignatova avec OneCoin.

## Dans la fiction
Des escroqueries de ce type se retrouvent dans divers films et romans :
- le roman de Charles Dickens, La Petite Dorrit, qui mentionne déjà en 1857 une escroquerie fondée sur ce principe ;
- le film Revolver, qui explique la mise en place d'un système de Ponzi dans le milieu mafieux de Las Vegas ;
- le film Le Casse de Central Park, où un homme d'affaires, Arthur Shaw, met en place un système de Ponzi afin de détourner la pension de retraite de plusieurs de ses employés à New York ;
- le film Madea : Protection de témoins de Tyler Perry, où la société Lokhwise industries met sur pied un montage frauduleux permettant une vaste arnaque financière, une « chaîne de Ponzi » ;
- le film Very Bad Cops d'Adam McKay, où les protagonistes mènent l'enquête sur une fraude à grande échelle fondée sur un système de Ponzi (le générique, en particulier, évoque Bernard Madoff et Charles Ponzi) ;
- le film The Wizard of Lies avec un Madoff interprété par Robert De Niro ;
- le film Le Roi de la polka, de Maya Forbes, Wallace Wolodarsky avec Jack Black dans le rôle d'un chanteur de polka, d'origine polonaise, profitant de son succès avec son public âgé pour monter un système de Ponzi[9] ;
- le film Le Retour du héros, où le capitaine Neuville met en place un système de Ponzi fondé sur une supposée mine de diamants que le capitaine aurait découverte durant ses aventures ;
- le film Billionaire Boys Club, dont l'intrigue est inspirée d'un système de Ponzi ;
- le roman L'Hôtel de verre, d'Emily St. John Mandel, éditions Salto, montre les impacts de l'effondrement d'un système de Ponzi[10].

De pareilles escroqueries apparaissent également dans de nombreux épisodes de séries télévisées.

### Modèle mathématique
Le mathématicien Marc Artzrouni modélise les systèmes de Ponzi en utilisant des équations différentielles linéaires du premier ordre.
Soit un fonds avec un dépôt initial {\displaystyle K>0} au temps {\displaystyle t=0}, un flux de capitaux entrant de {\displaystyle s(t)}, un taux de rendement promis {\displaystyle r_{p}} et un taux de rendement effectif {\displaystyle r_{n}}. Si {\displaystyle r_{n}\geq r_{p}} alors le fonds est légal et possède un taux de profit de {\displaystyle r_{n}-r_{p}}. Si par contre {\displaystyle r_{n}<r_{p}}, alors le fonds promet plus d'argent qu'il ne peut en obtenir. Dans ce cas, {\displaystyle r_{p}} est appelé le taux de Ponzi.
Il faut aussi modéliser les retraits faits par les investisseurs. Pour ce faire, nous définissons un taux de retrait constant {\displaystyle r_{w}}, appliqué à tout temps {\displaystyle t} sur le capital accumulé promis. Le retrait au temps {\displaystyle t} vaut donc {\displaystyle r_{w}Ke^{(r_{p}-r_{w})t}}. Il faut aussi ajouter les retraits des investisseurs qui sont arrivés entre le temps {\displaystyle 0} et le temps {\displaystyle t}, à savoir ceux qui ont investi {\displaystyle s(u)} au temps {\displaystyle u}. Le retrait pour ces investisseurs est donc de {\displaystyle r_{w}s(u)e^{(r_{p}-r_{w})(t-u)}}. En intégrant ces retraits entre {\displaystyle 0} et {\displaystyle t} et en ajoutant les retraits des investisseurs initiaux, nous obtenons : {\displaystyle W(t)=r_{w}(Ke^{(r_{p}-r_{w})t}+\int _{0}^{t}s(u)e^{(r_{p}-r_{w})(t-u)}du)}
Si {\displaystyle S(t)} est la valeur du fonds au temps {\displaystyle t}, alors {\displaystyle S(t+dt)} est obtenu en ajoutant à {\displaystyle S(t)} l'intérêt nominal {\displaystyle r_{n}S(t)dt}, le flux de capitaux entrant {\displaystyle s(t)dt} et en soustrayant les retraits {\displaystyle W(t)dt}. Nous obtenons donc {\displaystyle S(t+dt)=S(t)+(r_{n}S(t)+s(t)-W(t))dt}, ce qui conduit à l'équation différentielle linéaire {\displaystyle dS(t)/dt=r_{n}S(t)+s(t)-W(t)}.